# Alexandra Philipps
Pour les articles homonymes, voir Alexandra Phillips.
Alexandra Philipps (née le 17 septembre 1975 à Ladenburg) est une mannequin, reine de beauté élue Miss Germany en 1999, et présentatrice allemande. Elle fut mannequin sous le nom d'Alezandra Philips.

## Biographie
L'employée des assurances sociales participe à plusieurs concours de beauté en 1997-1998. Elle prend la deuxième place derrière Sandra Ahrabian (de) lors de l'élection de Miss World Germany le 26 septembre 1998 à Mannheim et est nommée Miss Süddeutschland la même année. À ce titre, elle est élue Miss Germany le 27 janvier 1999 à l'hôtel Estrel de Berlin-Neukölln. À l'époque, elle vit à Alsbach, près de Darmstadt. Le concours Queen of the World pour lequel elle s'est qualifiée n'a pas lieu en 1999.
Elle est engagée à plusieurs reprises pour la télévision : notamment aux Echoverleihung 1999 et au Deutsche Schlager-Festspiele 1999 (de) avec Dieter Thomas Heck. Les deux événements sont diffusés sur ARD. À partir du 13 janvier 2007, elle anime l'émission Alexandra-Philipps-Show sur Radio 21/Rockland Radio (de) tous les samedis de 10h à 14h et à partir de janvier 2008 l'émission Rock sucht Hose tous les dimanches soir. Philipps est présentatrice permanente sur Channel 21 depuis août 2015. Elle anime également pour Rhein-Neckar Fernsehen (de).
Le 11 avril 2016, Alexandra Philipps est candidate à la version allemande de l'émission Qui veut gagner des millions ? et gagne 16 000 euros.

## Carrière
- depuis 2007 : Radio 21
- 2012-2014 : Pearl.tv (de)
- depuis 2015 : Channel 21
- Rhein-Neckar Fernsehen